# Cologne (Minnesota)
Cologne és una població dels Estats Units a l'estat de Minnesota. Segons el cens del 2000 tenia 1.012 habitants.

## Demografia
Segons el cens del 2000, Cologne tenia 1.012 habitants, 385 habitatges, i 279 famílies. La densitat de població era de 521 habitants per km².
Dels 385 habitatges en un 38,2% hi vivien nens de menys de 18 anys, en un 61,8% hi vivien parelles casades, en un 6,5% dones solteres, i en un 27,5% no eren unitats familiars. En el 20,3% dels habitatges hi vivien persones soles el 8,1% de les quals corresponia a persones de 65 anys o més que vivien soles. El nombre mitjà de persones vivint en cada habitatge era de 2,63 i el nombre mitjà de persones que vivien en cada família era de 3,06.
Per edats la població es repartia de la següent manera: un 28,4% tenia menys de 18 anys, un 7,4% entre 18 i 24, un 41,2% entre 25 i 44, un 14,7% de 45 a 60 i un 8,3% 65 anys o més.
L'edat mediana era de 31 anys. Per cada 100 dones de 18 o més anys hi havia 106,6 homes.
La renda mediana per habitatge era de 54.583 $ i la renda mediana per família de 61.471 $. Els homes tenien una renda mediana de 40.034 $ mentre que les dones 28.382 $. La renda per capita de la població era de 20.955 $. Entorn del 0,7% de les famílies i l'1,9% de la població estaven per davall del llindar de pobresa.

## Poblacions més properes
El següent diagrama mostra les poblacions més properes.